# Erioptera yarto
Erioptera yarto là một loài ruồi trong họ Limoniidae. Chúng phân bố ở miền Australasia.